# Eric Landowski
Eric Landowski (1946) è un semiologo e sociologo francese, direttore di ricerca CNRS presso il CEVIPOV dell'Institut d'études politiques de Paris (Sciences Po).
È stato capo redattore della Revue internationale de sémiotique juridique, e direttore del Centro di Ricerche sociosemiotiche di San Paolo del Brasile.
Dirige la rivista Actes Sémiotiques.
Fa parte del comitato di consulenza scientifica della rivista di semiotica Lexia, diretta da Ugo Volli.
Partendo dalla semiotica generativa di Algirdas Julien Greimas, è stato tra i primi teorici della sociosemiotica.
I suoi libri sono stati tradotti in più lingue. In italiano sono usciti Avere presa, dare presa (Lexia, 2010), La società riflessa (Meltemi, 2003), La società degli oggetti scritto con Gianfranco Marrone (Meltemi, 2003) e Gusti e disgusti scritto con José Luiz Fiorin (Testo e immagine, 2000).

## Opere
Per una bibliografia completa di Landowski si veda la bibliografia completa in .PDF sul sito di SciencesPo
- Rischiare nelle interazioni, Franco Angeli, 2010.
- Passions sans noms, 2003.
- con Gianfranco Marrone, La società degli oggetti, Roma, Meltemi, 2001.
- con  José Luiz Fiorin, Gusti e disgusti. Sociosemiotica del quotidiano, Testo & Immagine, 2000.
- Présences de l'autre. Essais de socio-sémiotique II, Paris, PUF, 1997.
- Presences de l'autre, 1996.
- La société réfléchie. Essais de socio-sémiotique, Paris, Seuil, 1989; trad. it. 1999, La società riflessa, Roma, Meltemi.
- "Socio-sémiotique”, in A. J. Greimas, J. Courtés, Sémiotique. Dictionnaire raisonné de la théorie du langage, vol. II, Paris, Hachette, pp. 207, 1986.
- con Algirdas J. Greimas, Introduction à l'analyse du discours en sciences sociales, 1979.